# Proximus
Proximus (ehemals Belgacom Group) mit Sitz in Saint-Josse-ten-Noode/Sint-Joost-ten-Node ist der größte belgische Telekommunikationskonzern. Mit einem Anteil von 53,51 Prozent ist der belgische Staat bis heute der Mehrheitseigner des früheren Staatsbetriebes.
Bis Juni 2015 bezeichnete Proximus das Angebot der 1994 gegründeten Mobilfunksparte der Belgacom (Belgacom Mobile).

## Geschichte

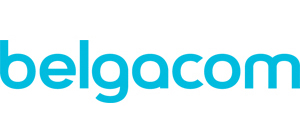
Ehemaliges Firmenlogo der Belgacom-Gruppe

Im Jahre 1930 wurde die RTT (Regie voor Telegraaf en Telefoon/Régie des Télégraphes et Téléphones) gegründet. Sie war die staatliche Gesellschaft (Overheidsbedrijf/Établissement public) für Telefon und Telegrafendienste. Sie ging 1992 in die Belgacom über, die ab diesem Zeitpunkt eine autonome staatliche Gesellschaft und ab 1994 auch eine Aktiengesellschaft (Naamloze vennootschap/Société anonyme) war. Im gleichen Jahr wurde durch das neu gegründete Joint Venture Belgacom Mobile das Mobilfunknetz „Proximus“ in Betrieb genommen.
1996 verkaufte die belgische Regierung 50 Prozent minus einer Aktie seiner Anteile der Belgacom NV/SA an das Konsortium ADSB Telecommunications. Es bestand aus Ameritech (SBC), Tele Danmark, Singapore Telecom und den drei belgischen Finanzinstituten Sofina, Dexia und KBC. 1998 wurde der belgische Telekommarkt liberalisiert und Belgacom startete den ersten ADSL Breitbandinternetanschluss in Belgien. Seit 2004 werden Belgacom-Aktien an der Börse gehandelt. Die ersten Tests von Belgacom im Hinblick auf die Einführung von IPTV wurden 2004 bei mehreren hunderten Haushalten durchgeführt.
2005 überraschte der belgische Telekombetreiber den Markt, als er die Fußballrechte für die erste und zweite Liga für die nächsten drei Saisons über seine Tochtergesellschaft Skynet iMotions Activities erwarb. Diese Aktion kündigte die Einführung von Belgacom TV im Juni 2005 an. Dieses Digitalfernsehangebot über ADSL war neu in Belgien und machte Belgacom zum Quadruple-Player (Anbieter von Fernsehen, Breitband-Internet, Festnetz- und Mobiltelefonie). Darüber hinaus ermöglichte es dem belgischen Unternehmen, neue Einkommensquellen zu erschließen, da die Gewinnspannen im Stammgeschäft, das heißt im Festnetz, rückläufig waren.

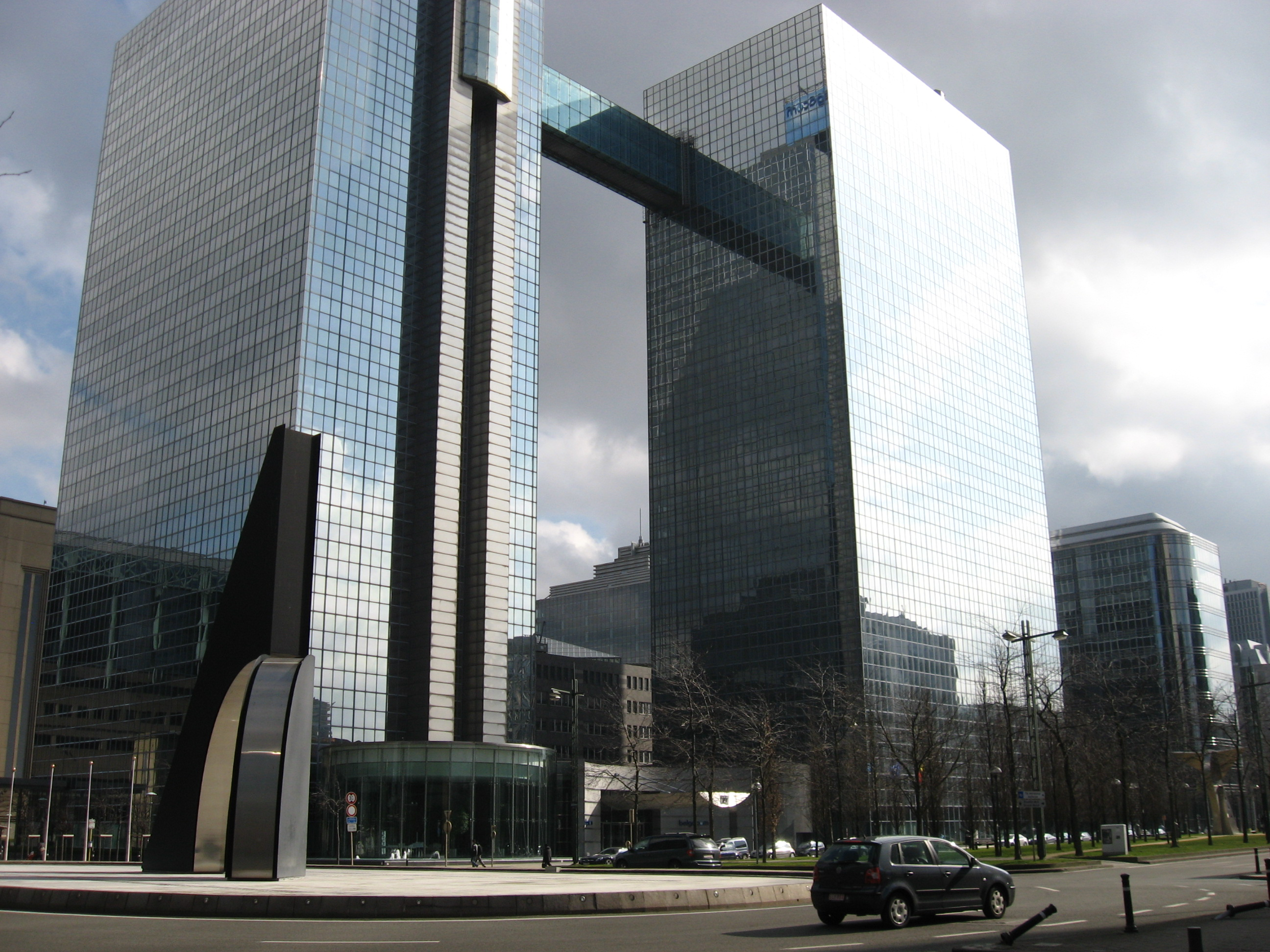
Die Proximus Towers sind die Firmenzentrale seit 1996.

2005 war auch das Jahr des öffentlichen Kaufangebots für Telindus, den Marktführer im Bereich Netzwerkintegration. Ein erstes, von der Leitung von Telindus als feindlich betrachtetes Übernahmeangebot wurde im September unterbreitet. So fing eine Börsen-Saga an, die fast vier Monate dauerte. Nach einem durch France Telecom unterbreiteten Gegenangebot trug Belgacom schließlich den Sieg davon.
2006 übernahm Belgacom Telindus und verstärkte somit seinen ICT-Sektor. Seit 2006 gehört Proximus zu 100 Prozent zur Belgacom NV/SA, nachdem 25 Prozent der Anteile von Vodafone abgekauft wurden. Dies erlaubte der Gesellschaft, in Zukunft weiter die Integrierung der einzelnen Geschäftsfelder voranzutreiben. Dies geschah für, den Kunden sichtbar, bereits 2007, nachdem die Belgacom ihr erstes Paketangebot (Fernsehen, Breitband-Internet, Festnetz- und Mobiltelefonie) auf den Markt gebracht hatte. Im Mobilfunkbereich bietet das Unternehmen somit GSM, GPRS, EDGE, UMTS, WLAN, HSDPA sowie 4G an.
Seit Juni 2008 gehört die ehemalige Tele2-Holding Tango zu Belgacom, welche im Gegensatz zu Proximus auch Festnetz- und Internetangebote führt.
Am 4. Januar 2010 nahm die Belgacom die Aktivitäten des Mobilfunkbetreibers Proximus und des ICT-Dienstleisters Telindus auf und beendete damit deren Existenz als Tochtergesellschaften.

### Spionageaffäre 2013
Im Juni 2013 gab Belgacom aufgrund der, durch die Enthüllungen Edward Snowdens ausgelösten Überwachungs- und Spionageaffäre eine Untersuchung ihrer Systeme in Auftrag. Am 16. September des Jahres wurden erste Untersuchungsergebnisse bekannt, wonach sich seit mindestens 2011 Unbekannte in die Netzwerke der Unternehmensgruppe eingehackt hatten. Ziel sei primär das Tochterunternehmen Belgacom International Carrier Services (BICS) gewesen, dessen Schwerpunkt auf der Bereitstellung von Verbindungen in den Nahen Osten und nach Afrika liege. Auch das Mutterunternehmen selbst sowie die Mobilfunktochter Proximus seien betroffen gewesen. Eine besondere Brisanz besteht darin, dass internationale Organisationen mit Sitz in Brüssel wie die Europäische Union oder die NATO Großkunden der betroffenen Unternehmen sind. Belgacom hat mittlerweile Anzeige erstattet. Aus Kreisen der ermittelnden Staatsanwaltschaft hieß es, die Art der Durchführung sowie Umfang und Komplexität des Angriffes lasse einen Geheimdienst als Urheber vermuten. In diesem Zusammenhang fielen auch die Namen der NSA sowie des britischen GCHQ. Ziel sei nicht Sabotage, sondern vielmehr das Erlangen von Informationen gewesen. Sollten sich die Vorwürfe bestätigen, so wäre das nach Ansicht des belgischen Premierministers Elio di Rupo als „Anschlag auf die Integrität eines Regierungsunternehmens“ zu werten. Er kündigte für diesen Fall an, dass Belgiens Regierung „entsprechende Maßnahmen“ ergreifen werde.
Noch in derselben Woche wurden weitere, auf Dokumenten Snowdens basierende Informationen publik, die bestätigen, dass tatsächlich der britische Geheimdienst GCHQ dafür verantwortlich war. Dieser soll den Angriff unter dem Decknamen „Operation Socialist“ mit Hilfe einer von der NSA entwickelten Technologie, durchgeführt haben.

### Entlassung von CEO Bellens
Am Freitag, den 15. November 2013 berichteten belgische Medien, dass Didier Bellens, der langjährige frankophone CEO von Belgacom, der seit einigen Jahren im Verdacht passiver Korruption steht und der in den letzten Monaten auch das Vertrauen der frankophonen Parteien verloren hatte, von der föderalen Regierung ohne Abfindung seiner Funktion als CEO von Belgacom enthoben wurde. Die Verweigerung einer Abfindungszahlung wurde damit begründet, dass es zwingende Gründe gab, die eine abfindungslose Enthebung des CEO erforderten. Der belgische Staat hält mit 53,5 Prozent die Aktienmehrheit an dem Unternehmen. Bellens hatte in den letzten Monaten durch herablassende Äußerungen über den belgischen Staat und insbesondere über den föderalen Ministerpräsidenten Elio di Rupo sich den Unmut der Regierung zugezogen. So gab er beispielsweise über Premierminister di Rupo öffentlich zum Besten, dass dieser sich benehme „wie ein kleines Kind, das am Jahresende nur noch an den Nikolaus denke“.
Am 16. November 2013 berichteten flämische Medien, dass die Aufgaben des CEO nun übergangsweise gemeinsam von dem Vorstandsmitglied Ray Stewart und dem Aufsichtsratsvorsitzende Stefaan De Clerck solange übernommen werden, bis ein neuer CEO gefunden ist. Der Amerikaner Ray Stewart ist seit 16 Jahren in Topfunktionen bei Belgacom tätig und war als Finanzchef bislang die Nummer zwei hinter CEO Bellens.
Da der derzeitige Aufsichtsratsvorsitzende Stefaan De Clerck ein niederländischsprachiger Flame ist, muss nach der speziellen staatlichen Spracharithmetik der kommende CEO entweder frankophon sein oder ein anderssprachiger Ausländer, der jedoch nicht niederländischsprachig sein darf. Auch aufgrund dieser absurden Situation – die Mehrheit der Belgier ist niederländischsprachig – schlug der belgische Außenminister Didier Reynders vor, den Anteil des belgischen Staates an Belgacom so weit zurückzufahren, dass der Staat in Zukunft nicht mehr Mehrheitsgesellschafter sein werde und Belgacom als reines Privatunternehmen unabhängig von politischen Konstellationen selbst entscheiden könne, wer den Posten des CEO übernehme.
Am 19. Juni 2015 wurde der Name von Belgacom in Proximus S.A. geändert.

## Konzernstruktur
Die Belgacom-Gruppe, die aus Belgacom NV/SA und deren Tochtergesellschaften besteht, ist Belgiens größter Telekommunikationskonzern.
Die wichtigsten vier Wirtschaftszweige des Unternehmens sind:
- Festnetztelefoniedienste (FLS)
- Mobilfunkdienste (MCS)
- Internationale Carrier-Dienste (ICS)
- Informations- und Kommunikationstechnologie (ICT)

### Festnetztelefoniedienste (FLS) der Belgacom NV/SA
Diese Aktivitäten werden hauptsächlich durch Belgacom NV/SA durchgeführt. Sie umfassen eine komplette Reihe von Sprach-, Datenübermittlungs- und Internetdiensten über den Festnetzanschluss zugunsten privater und beruflicher Kunden. Belgacom NV/SA ist der größte Konnektivitätsanbieter in Belgien.
Liste der wichtigsten Dienste und Marken:
- Festnetztelefonie
- Internet Breitband-Anschlüsse
  - Belgacom ADSL (Damals unter dem Namen Skynet)
  - WLAN Hot Spots
  - VoIP
- Belgacom TV, IPTV-betriebenen digitalen Fernsehangebot
- ICT-Produkte
  - Belgacom Surfhouse
  - 1207, 1234, 1307, 1405 (Hotlines)

### Mobilfunkdienste (MCS) der Belgacom Mobile
Diese Aktivitäten wurden durch die Tochtergesellschaft Belgacom Mobile, besser bekannt unter dem Namen Proximus, durchgeführt. Anlässlich des Kaufs der 25-prozentigen Beteiligung von Vodafone an Proximus durch Belgacom NV/SA gehörte die Mobilfunkgesellschaft seit August 2006 zu 100 Prozent zu der Belgacom-Gruppe. Belgacom Mobile bot privaten und beruflichen Kunden in Belgien eine breite Palette an Mobilfunkdiensten an.
Liste der wichtigsten Dienste und Marken:
- Mobiltelefonie (Proximus)
- Mobiles Internet
  - GSM, GPRS, EDGE, UMTS, HSDPA, HSUPA
  - WLAN Hot Spots
- Mobiles Fernsehen
- Mobile Multimedia Dienste (Vodafone Live)

### Internationale Carrier-Dienste (ICS) der Belgacom ICS
Innerhalb der Belgacom-Gruppe werden diese Aktivitäten durch die Tochtergesellschaft Belgacom ICS durchgeführt. Belgacom ICS gehört zu 72 Prozent Belgacom NV/SA und zu 28 Prozent der Gesellschaft Swisscom (Schweiz) AG. Belgacom ICS bietet Telekommunikationsbetreibern aus der ganzen Welt Kapazitäts- und Konnektivitätsdienste im Sprach- und Datenbereich an. Heute ist Belgacom ICS der weltweit achtgrößte Anbieter in Sachen Sprachverkehrsvolumen und der Weltmarktführer in Signalisierungsdiensten für Mobilfunkanbieter.

### Sonstiges
Es werden auch Dienste im Bereich der Informations- und Kommunikationstechnologie (ICT) und Internetinhalte angeboten.
Liste der wichtigsten Dienste und Marken:
- Telindus Belgacom ICT
- Win
- Skynet (damals die ISP-Marke der Belgacom, heute nur noch für Webinhalte zuständig)